# MTV Europe Music Awards 2023
Les MTV Europe Music Awards 2023, dont il s'agit de la trentième édition, devaient se dérouler le 5 novembre 2023 à Paris pour la première fois depuis l'édition de 1995. La cérémonie devait prendre place au parc des expositions de Paris-Nord Villepinte.
Le 19 octobre 2023 les organisateurs annoncent dans un communiqué son annulation pour des raisons de sécurité liées à la guerre entre Israël et le Hamas. C'est la première fois que les MTV Europe Music Awards sont annulés depuis leur création en 1994.
Les artistes ont cependant reçu leur récompense à l'issue des votes.

## Déroulement
Les nominations ont été annoncées le 3 octobre 2023,. L'artiste la plus nommée est Taylor Swift, qui a obtenu sept nominations. Olivia Rodrigo et SZA suivent avec six nominations.
Une nouvelle catégorie « meilleur artiste Afrobeats » fait son entrée cette année.
Les résultats ont été dévoilés le 5 novembre 2023. Taylor Swift a remporté le plus grand nombre de récompenses au cours de la cérémonie, avec trois prix. Nicki Minaj et Jung Kook suivent avec chacun deux prix.

## Performances
Voici la liste des artistes qui devaient se produire au cours de la cérémonie cette année :
- Anne-Marie
- Coil Leray
- David Guetta
- Jung Kook
- Manuel Turizo
- Ozuna
- Rema
- Reneé Rapp
- Sabrina Carpenter
- Thirty Seconds to Mars

## Présentation
Les présentateurs de cette édition n'ont pas été dévoilés.

## Prix internationaux
Les vainqueurs sont en gras.

### Meilleure chanson
- Doja Cat — Paint the Town Red
- Jung Kook (feat.  Latto) — Seven
- Miley Cyrus — Flowers
- Olivia Rodrigo — Vampire
- SZA — Kill Bill
- Taylor Swift — Anti-Hero
- Rema (feat.  Selena Gomez) — Calm Down

### Meilleur clip vidéo
- Cardi B (feat.  Megan Thee Stallion) — Bongos
- Doja Cat — Paint the Town Red
- Little Simz — Gorilla
- Miley Cyrus — Flowers
- Olivia Rodrigo — Vampire
- SZA — Kill Bill
- Taylor Swift — Anti-Hero

### Meilleur artiste
- Doja Cat
- Miley Cyrus
- /  Nicki Minaj
- Olivia Rodrigo
- SZA
- Taylor Swift

### Meilleure collaboration
- Central Cee (feat.  Dave) — Sprinter
- David Guetta (feat.  Anne-Marie et  Coi Leray) — Baby Don't Hurt Me
- KAROL G (feat.  Shakira) — TQG
- Metro Boomin (feat.  The Weeknd et  21 Savage) — Creepin'
- PinkPantheress (feat.  Ice Spice) — Boy's a Liar Pt. 2

- Rema (feat.  Selena Gomez) — Calm Down

### Révélation 2023
- Coi Leray
- FLO
- Ice Spice
- Peso Pluma
- PinkPantheress
- Reneé Rapp

### Meilleur artiste pop
- Billie Eilish
- Dua Lipa
- Ed Sheeran
- Miley Cyrus
- Olivia Rodrigo
- Taylor Swift

### Meilleur artiste Afrobeats
- Asake
- /  Aya Nakamura
- Ayra Starr
- Burna Boy
- /  Davido
- Rema

### Meilleur artiste rock
- Arctic Monkeys
- Foo Fighters
- Måneskin
- Metallica
- Red Hot Chili Peppers
- The Killers

### Meilleur artiste latin
- Anitta
- Bad Bunny
- KAROL G
- Peso Pluma
- ROSALÍA
- Shakira

### Meilleur artiste K-pop
- FIFTY FIFTY
- Jung Kook
- NewJeans
- SEVENTEEN
- Stray Kids
- TOMORROW X TOGETHER

### Meilleur artiste alternatif
- Blur
- Fall Out Boy
- Lana Del Rey
- Paramore
- Thirty Seconds to Mars
- YUNGBLUD

### Meilleur artiste électro
- Alesso
- Calvin Harris
- David Guetta
- Swedish House Mafia
- Peggy Gou
- Tiësto

### Meilleur artiste hip-hop
- Cardi B
- Central Cee
- Lil Wayne
- Lil Uzi Vert
- Metro Boomin
- /  Nicki Minaj
- Travis Scott

### Meilleur artiste RnB
- Chlöe
- Chris Brown
- Steve Lacy
- Summer Walker
- SZA
- Usher

### Meilleur live
- Beyoncé
- Burna Boy
- Ed Sheeran
- Måneskin
- SZA
- Taylor Swift
- The Weeknd

### Meilleur artiste MTV PUSH
- Flo Milli (Novembre 2022)
- Reneé Rapp (Décembre 2022)
- Sam Ryder (Janvier 2023)
- Armani White (Février 2023)
- FLETCHER (Mars 2023)
- TOMORROW X TOGETHER (Avril 2023)
- Ice Spice (Mai 2023)
- FLO (Juin 2023)
- Lauren Spencer Smith (Juillet 2023)
- Kaliii (Août 2023)
- GloRilla (Septembre 2023)
- Benson Boone (Octobre 2023)

### Meilleure fanbase
Le résultat n'a pas été dévoilé pour cette catégorie.
- Anitta
- Billie Eilish
- BLACKPINK
- Jung Kook
- /  Nicki Minaj
- Olivia Rodrigo
- Sabrina Carpenter
- Selena Gomez
- Taylor Swift

### Meilleur groupe
Le résultat n'a pas été dévoilé pour cette cette catégorie.
- Aespa
- FLO
- Jonas Brothers
- Måneskin
- NewJeans
- OneRepublic
- SEVENTEEN
- TOMORROW X TOGETHER

## Prix régionaux
Les vainqueurs sont en gras.

### Europe

#### Meilleur artiste allemand
- Apache 207
- AYLIVA
- Kontra K
- Luciano
- Nina Chuba
- Ski Aggu

#### Meilleur artiste britannique et irlandais
- Calvin Harris
- Central Cee
- PinkPantheress
- Raye
- Sam Smith
- Tom Grennan

#### Meilleur artiste espagnol
- Abraham Mateo
- Álvaro de Luna
- Lola Indigo
- Quevedo
- Samantha Hudson

#### Meilleur artiste français
- Aime Simone
- Aya Nakamura
- Bigflo et Oli
- Louane
- Ninho
- Slimane

#### Meilleur artiste hongrois
- ajsa luna
- Analog Balaton
- Beton.Hofi
- Co Lee
- Hundred Sins

#### Meilleur artiste italien
- Annalisa
- Elodie
- Lazza
- Måneskin
- The Kolors

#### Meilleur artiste israélien
Le résultat n'a pas été dévoilé pour cette cette catégorie.
- Anna Zak
- Liad Meir
- Noa Kirel
- Nunu
- Shira Margalit

#### Meilleur artiste néerlandais
- FLEMMING
- Idaly
- Kris Kross Amsterdam
- S10
- Zoë Tauran

#### Meilleur artiste polonais
- Doda
- Kasia Nosowska
- Mrozu
- Sanah
- Vito Bambino

#### Meilleur artiste portugais
- Bárbara Tinoco
- Bispo
- Carolina Deslandes
- Marisa Liz
- PIRUKA

#### Meilleur artiste scandinave
- Alessandra
- Käärijä
- Loreen
- Swedish House Mafia
- Zara Larsson

#### Meilleur artiste suisse
- Danitsa
- Gjon's Tears
- KT Gorique
- Monet192
- Stress

### Afrique

#### Meilleur artiste africain
- Asake
- Burna Boy
- Libianca
- Tyler ICU
- Diamond Platnumz

### Asie

#### Meilleur artiste asiatique
- BE:FIRST
- BRIGHT
- Moiria
- Tiara Andini
- TREASURE

#### Meilleur artiste indien
- Dee MC
- DIVINE
- Mali
- Tsumyoki
- When Chai Met Toast

### Australie et Nouvelle-Zélande

#### Meilleur artiste australien
- Budjerah
- G Flip
- Kylie Minogue
- The Kid Laroi
- Troye Sivan

#### Meilleur artiste néo-zélandais
- BENEE
- JessB
- Jolyon Petch
- L.A.B.
- SIX60

### Amérique

#### Meilleur artiste américain
- Doja Cat
- Nicki Minaj
- Olivia Rodrigo
- SZA
- Taylor Swift

#### Meilleur artiste brésilien
- Anavitória (en)
- Kevin O Chris (en)
- Luisa Sonza
- Manu Gavassi
- Matue

#### Meilleur artiste canadien
- Charlotte Cardin
- Drake
- Jamie Fine
- Shania Twain
- The Beaches

#### Meilleur artiste caribéen
- Eladio Carrion
- Mora
- Myke Towers
- Rauw Alejandro
- Young Miko

#### Meilleur artiste du Nord de l'Amérique latine
- Danna Paola
- Kenia OS
- Kevin Kaarl
- Siddhartha
- Natanael Cano

#### Meilleur artiste du Centre de l'Amérique latine
- Blessd
- Feid
- Manuel Turizo
- Ryan Castro
- Sebastián Yatra

#### Meilleur artiste du Sud de l'Amérique latine
- Bizarrap
- Duki
- Fito Paez
- Lali
- Nicki Nicole